# Distenia shennongjiaensis
Distenia shennongjiaensis är en skalbaggsart som beskrevs av Pu 1985. Distenia shennongjiaensis ingår i släktet Distenia och familjen långhorningar. Inga underarter finns listade i Catalogue of Life.